# Heinrich Hitler
Pour les articles homonymes, voir Hitler (homonymie).
Heinrich Hitler dit aussi Heinz Hitler (14 mars 1920 - 21 février 1942) est un sous-officier allemand de la Seconde guerre mondiale et le neveu d'Adolf Hitler. Nazi convaincu, il combat sur le front de l'Est où il est fait prisonnier et meurt quelques semaines plus tard, sans doute de mauvais traitements.  

## Biographie

### Jeunesse

#### Famille
Heinrich Hitler naît en mars 1920 en Allemagne sous la république de Weimar. Il est le fils d'Alois Hitler fils — le demi-frère d'Adolf Hitler — et de sa seconde épouse Hedwig Heidemann. Heinrich est le demi-frère de William Patrick Hitler (1911-1987).

#### Formation
Après que son oncle a accédé au pouvoir, Heinrich, couramment surnommé Heinz, devient membre du Parti nazi et intègre une  Nationalpolitische Erziehungsanstalt (ou Napola) à Bellenstedt en Saxe-Anhalt, académie d'élite destinée à former les futurs cadres nazis  du IIIe Reich.

### Seconde guerre mondiale

#### Rôle au début du conflit
Heinrich Hitler intègre la Wehrmacht vers 1940. Il est particulièrement apprécié de son oncle pour la ferveur qu'il manifeste au nazisme, ce qui n'est pas le cas de son demi-frère William Patrick parti vivre aux États-Unis. Heinz est envoyé sur le front de l'Est en 1941. Sous-officier des transmissions, il est membre du 23e régiment d'artillerie qui participe à l'opération Barbarossa et à l'invasion de l'URSS. En tant que neveu d'Adolf Hitler, il bénéficie de privilèges (tel que la possession d'une voiture) comme le rapportent certains de ses camarades de régiment. Il est décoré de la croix de fer de seconde classe.

#### Capture et mort
En janvier 1942, alors qu'il participe à une opération consistant à récupérer du matériel de transmission laissé sur une position arrière, Heinrich Hitler est capturé par les forces soviétiques. Envoyé à Moscou, il est enfermé dans une prison militaire. Il y meurt près d'un mois plus tard, en février 1942, probablement sous l'effet de mauvais traitements infligés par ses geôliers.

## Sources et références
1. ↑  « Heinrich “Heinz” Hitler (1920-1942) - French A... », sur www.findagrave.com (consulté le 14 décembre 2017)
2. ↑  rodney42, « Hitler Heinrich », Mémoires de Guerre,‎ 20 janvier 2010 (lire en ligne, consulté le 14 décembre 2017).
3. ↑  « HITLER et sa famille (3) -  Tombes sépultures dans les cimetières et autres lieux », sur tombes-sepultures.com (consulté le 14 décembre 2017)
4. ↑  (en-US) « Hitler’s Nephews », History By Zim,‎ 7 août 2011 (lire en ligne, consulté le 14 décembre 2017)

- Vermeeren, Marc (2007). De jeugd van Adolf Hitler 1889-1985 en zijn familie en voorouders (in Dutch). Soesterberg: Uitgeverij Aspekt.   (ISBN 90-5911-606-2)
- Oliver Halmenburger (directeur), Thomas Staehler (directeur), Timothy Ryback (consultant) et Florian Beierl (consultant) (2005). Familie Hitler. Im Shatten des Diktators (film documentaire) (en allemand). Munchen : Loopfilm GmBH and Mainz : ZDF-History.